# La Galicière
La Galicière est une ancienne usine de moulinage de la soie de la fin du XVIIIe siècle, située à Chatte, dans le département de l'Isère en région Auvergne-Rhône-Alpes. 
Son état de conservation et la présence de machines datant de la révolution française en font « une capsule de temps », unique en France, voire en Europe.
La filature, la forge, la magnanerie, les installations hydrauliques et la machinerie sont inscrites au titre des monuments historiques par arrêté du 2 mars 2004.

## Histoire

### L'industrie du textile en Isère
Durant l’Ancien Régime, le travail du textile occupe une place majeure dans l'industrie du Dauphiné, comme celle du reste du royaume. La forte présence d'élevage de moutons et la forte présence de chènevières engendrent très vite le développement du tissage des draps de laine et des toiles de chanvre. 
Durant tout le XVIIIe siècle, des centres d’élaboration et de préparation des fils de soie naissent un peu partout en Dauphiné, allant jusqu’à détrôner l’activité de tissage en déclin à partir des années 1820. Les soies produites dans la province sont particulièrement recherchées par les marchands de Lyon, de Saint-Étienne, d’Alès et de Nîmes. À la fin du XVIIIe siècle, le Dauphiné est des premiers centres français de filature et de moulinage de la soie,.

### Histoire du site
L’usine de moulinage de la Galicière est née du regroupement de deux fabriques voisines, la Fabrique Haute et la Fabrique basse. Elles sont achetées en 1855 par deux négociants lyonnais, François Fleury Cuchet et Romain Deprandière. L’usine est alors dirigée par François Cuchet, assisté de son gendre, Joseph Louis Marc Crozel. L'usine fournit la Maison Deprandière et Maurel à Lyon, et rencontre un réel succès, appelant un certain développement.
En 1870, près de 600 tavelles, 6 000 broches et 56 bassines garnissent ses ateliers, en faisant la troisième entreprises de moulinage du département, en termes d'équipements. La construction, au nord, des dortoirs pour les ouvrières ainsi que de l’importante magnanerie qui clot le site de ce côté date probablement de cette époque,.

### Réhabilitation et animations
En 1996, à la mort d'Anne-Marie Crozel, dernière descendante de la famille Crozel, l'usine, fermée depuis les années 20 est mise en vente. Elle est rachetée en 1997 par un couple d'architectes,.

La Galicière en 1997
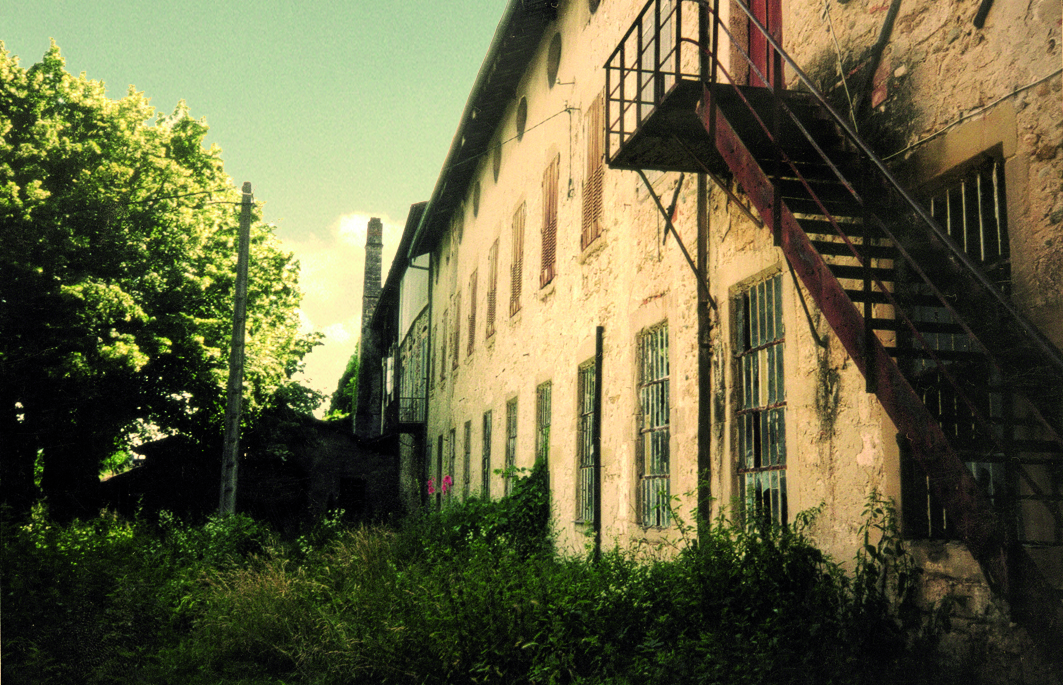
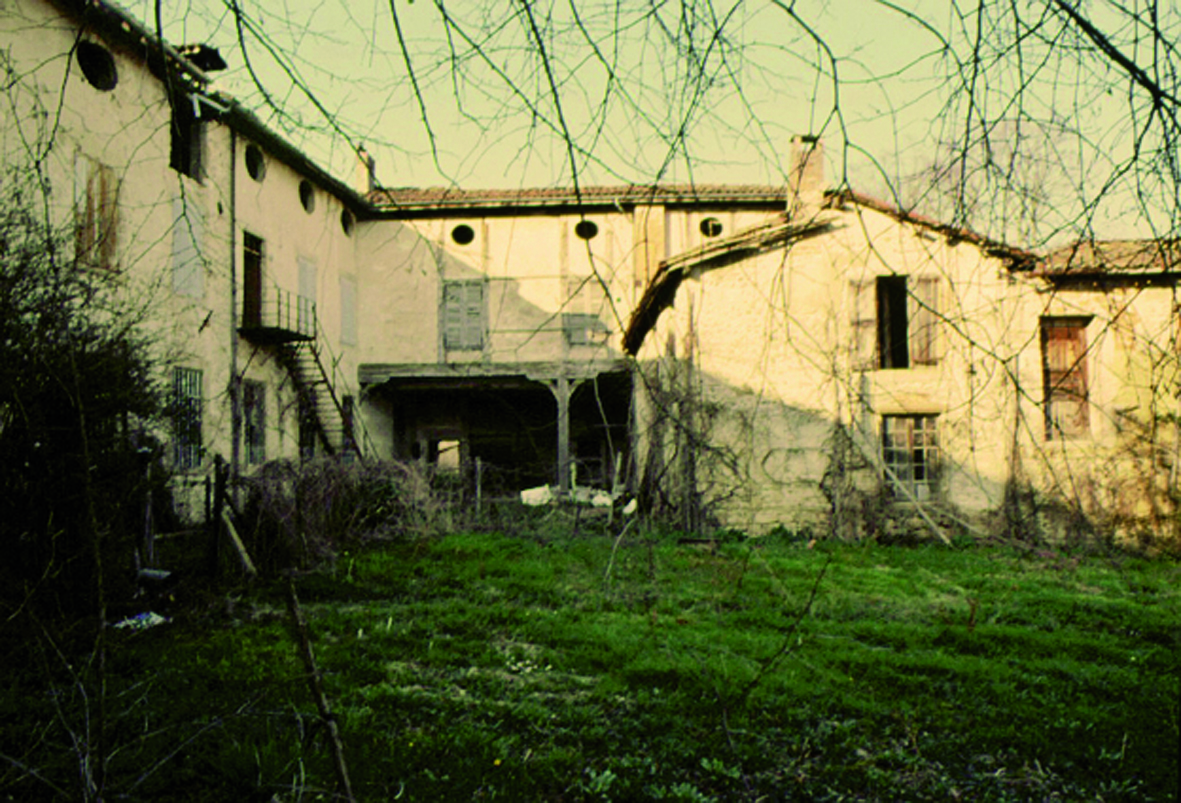
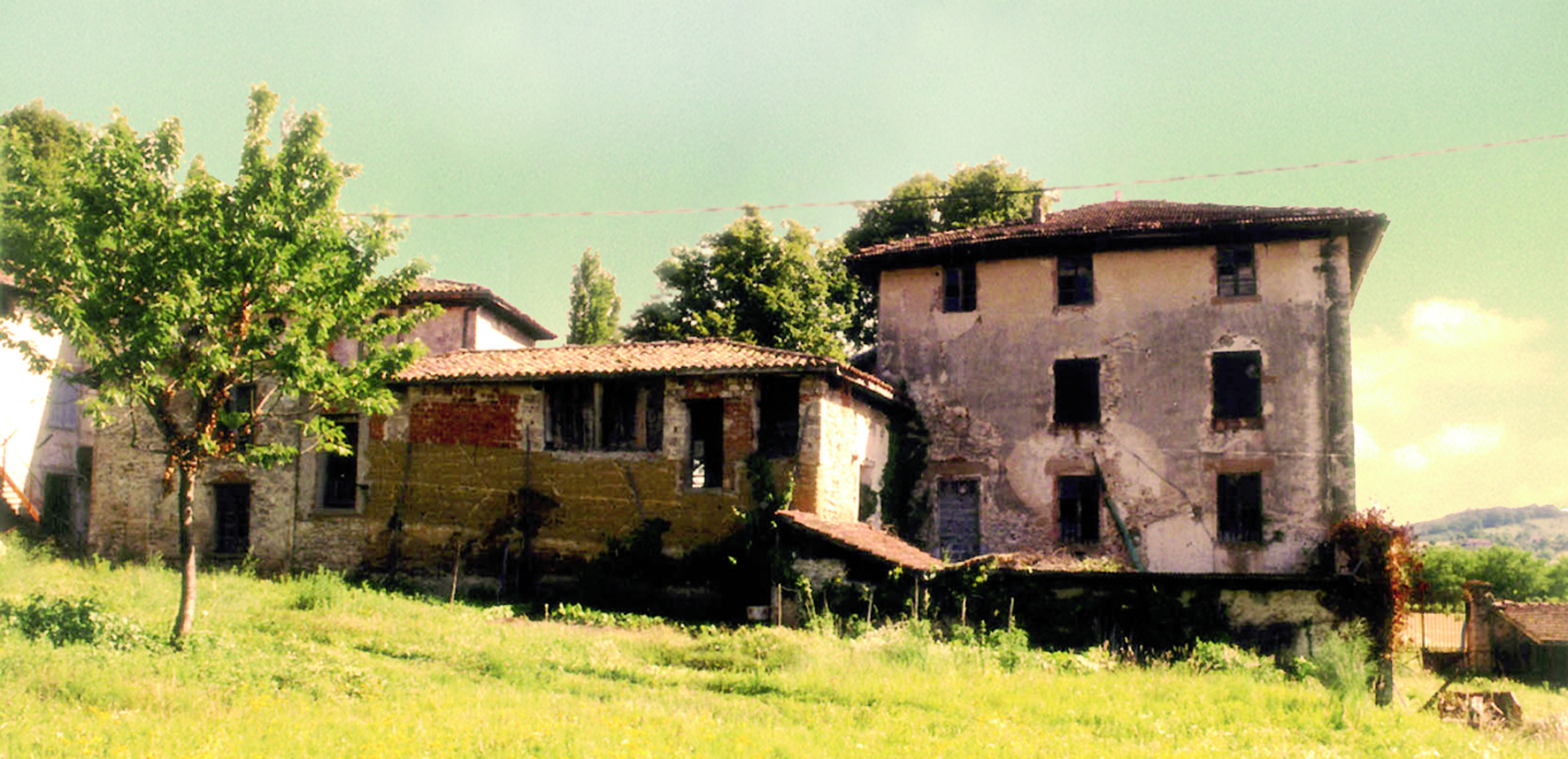

En 2000, ils créent l'association Les Amis de la Galicière. Dans un premier temps, leur objectif est de réhabiliter le site, afin de le rendre accessible au public. Très vite des expositions, concerts, pièces de théâtre, projections et performances sont organisés comme Inconnus à la fenêtre, exposition de photos prises par le chanoine Crozel entre 1899 et 1911, Soie d'Alessandro Baricco ou encore Soie dite en chantant, pièce de théâtre écrite par Pierre Lecarme, spécialement pour La Galicière.
Le site est ouvert au public chaque année lors des Journées du Patrimoine ou sur rendez-vous,,,,.
En février 2003, l'association Les Amis de la Galicière reçoit le Grand Prix rhônalpin du patrimoine pour le projet de reconversion de la magnanerie en salle d’exposition et de réception. L'année suivante, les bâtiments de la Galicière sont inscrits au titre des Monuments historiques, complétée en 2007 par l'inscription des machines.

## Bâtiments
Le site de la Galicière est très représentative de l’architecture des nombreuses usines de moulinage d'Isère, d'Ardèche, de la Drôme ou de la Loire dans la mesure où ses bâtiments présentent une morphologie typique des constructions abritant le travail de la soie. Chaque opération s’exerçait dans un bâtiment distinct et facilement identifiable.

### Situation géographique
L’implantation géographique d’un moulinage dépendait essentiellement de son alimentation en eau et de la hauteur de chute disponible pour faire tourner les roues hydrauliques. C'est pourquoi, la Galicière s’est développée à l’emplacement même d’un ancien moulin attesté dès 1651, et d’un site romain répertorié par Hippolite Müller, fondateur du Musée Dauphinois. 

### Magnanerie
L'éducation du ver à soie requiert une grande disponibilité en hommes, et des locaux répondant aux exigences d’hygiène et de ventilation nécessaires.
La magnanerie de la Galicière de 6 × 11 m, se développe sur une double hauteur, entre la Fabrique Haute et le réfectoire à l’instar d’un bâtiment pont. Exposée nord-sud, elle est pourvue de larges fenêtres aux volets à persiennes atténuant l’impact direct des rayons solaires et les courants d’air. Les cheminées, aux angles, pallient les baisses de température fatales pour les vers à soie. À l’intérieur, une structure en bois supporte des claies de bois horizontales ajourées occupant tout le volume disponible,. L'accès aux claies supérieures est assuré par un plancher suspendu.

### Étouffoir à cocons
Lorsque le papillon a fait son cocon de soie, il faut étouffer la chrysalide avant qu’elle sorte du cocon pour qu’elle ne puisse couper le fil de soie,. Dans la forge, le four à cocons est toujours en place. Il était proche de la machine à vapeur, aujourd’hui disparue,.

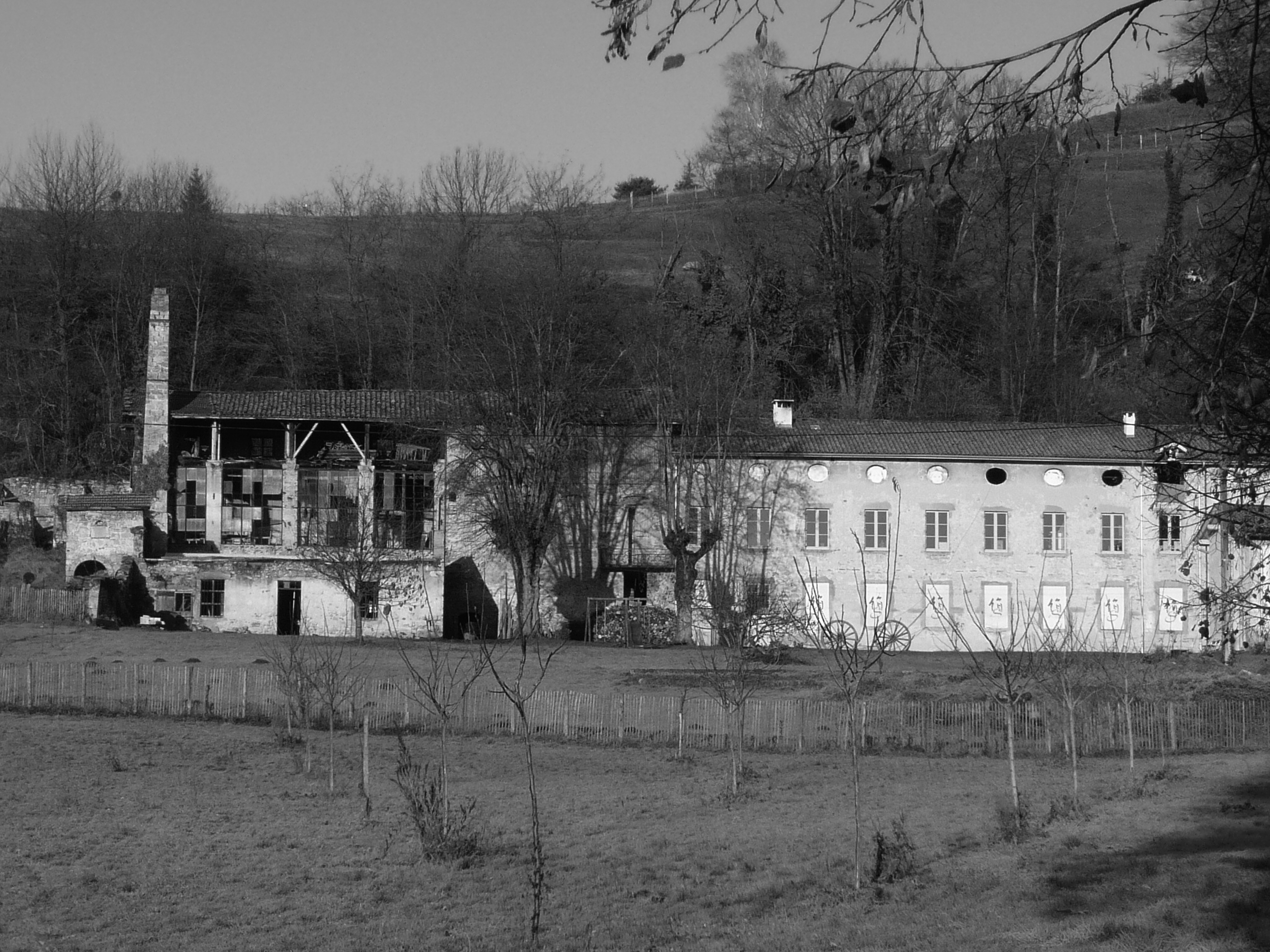
La filature, reconnaissable à sa cheminée en tuf et sa façade vitrée.

### Filature
La filature est un bâtiment spécifique affecté au tirage du cocon. En prolongement de la Fabrique Haute, elle est facilement identifiable par sa haute cheminée en tuf et sa façade largement vitrée. Cette verrière assurait l’éclairage naturel indispensable au tirage du fil de soie. Encore visible au-dessus des baies, un store intérieur en tissu mouillé servait à rafraîchir la salle et à maintenir une atmosphère saturée en humidité,.

### Salle d’ouvraison
Les deux tâches principales de l’ouvraison sont le dévidage et le moulinage. Pour être travaillée, la soie doit être souple et légèrement collante. La température élevée entre 20° et 25° ainsi que l’hygrométrie autour de 80 % doivent pouvoir être contrôlées. Grâce à l’épaisseur de ses murs et sa situation semi-enterrée, l’atelier présente une très grande inertie thermique. On y accède par un sas en descendant trois marches et les fenêtres bien que de belles dimensions (1,2 × 2 m) ne s’ouvrent pas. Lorsque la température chute, il faut chauffer la salle avec des poêles à charbon.
Le couvrement voûté badigeonné de blanc de la salle de dévidage de la Fabrique Haute contribuait à l’équilibre hygrométrique et autorisait l’installation de banques de dévidage supplémentaires sur la tribune (mezzanine). Les ouvrières y accédaient par un petit escalier de bois interne. Le contremaître disposait d’un accès direct à la tribune au niveau de son bureau.
Les deux salles successives d'ouvraison occupent une superficie au sol de 8 × 28 m. Les machines remplissent totalement l’espace. La Fabrique Haute contrairement à la Fabrique Basse dispose d’un dégagement latéral de 1,20 m de passage le long des dix baies laissant filtrer la lumière de l’est. Le long de la façade ouest aveugle, court un caniveau technique et son arbre de transmission qui alimente les deux salles en énergie.
Les moulins semblent avoir été conçus en fonction du volume disponible tant leur occupation de l’espace est optimisée. D’une largeur de 5,57 m, donc assez courts par rapport à la norme, ils se développent sur toute la hauteur de la salle soit 4,80 m. Ils sont reliés deux à deux par un palier en bois commun sur lequel se tenaient les moulinières. Le plafond plat en poutres de bois et voûtains de brique de la salle des moulins participe à la rationalisation de l’espace. Une question subsiste : était-ce voulu, ou est-ce simplement la partie la plus ancienne du bâtiment ? Dans la Fabrique Basse, moulinage et dévidage occupent deux étages distincts séparés par un plancher plat en bois avec une sous-face en lattis plâtrés. Les moulins plus encombrants se trouvent au rez-de-chaussée. Là aussi, les machines occupent tout l’espace disponible. Les moulins de 3,50 m de haut vont du sol au plafond. Une nacelle coulissante permet l’accès à la partie supérieure des moulins. D’une longueur plus conventionnelle de 7,36 m, ils sont actionnés par le sommet en leur milieu. La roue hydraulique se situe toujours à proximité immédiate des machines consommant le plus d’énergie, en l’occurrence les moulins. Celle de la Fabrique Haute est cachée par un escalier en bois menant directement à la magnanerie. Une porte en bois à deux vantaux surmontée d’une imposte vitrée marque l’entrée de l’usine, de la cage à roue, de la magnanerie et de l'appartement du contremaître.

### Logement
Machines et logement cohabitent sous le même toit : les ouvertures de gabarit identique suivent un ordonnancement commun. L’emprise de l’habitation résulte de l’architecture de l’atelier situé juste en-dessous. Long et étroit, un couloir distribue une batterie de pièces en enfilade. Les pièces équipées de cheminées sont d‘un décor sobre mais soigné. L’appartement du propriétaire et celui du contremaître occupent tout le premier étage de la Fabrique Haute. Avant l’adjonction de la filature, une porte à l’encadrement monumental en pierre représentant un drapé donnait directement accès au chemin à l’arrière du bâtiment. Il s’agissait vraisemblablement de la porte principale de la Fabrique.

### Galetas
Le galetas, servait de salle de grainage. Les entraits de la charpente ont été retroussés pour laisser place à la structure de bois supportant les claies. Les ouvertures en forme d’oculi présentent un judicieux système de châssis entoilé ouvrant à guillotine et assurant la régulation d’entrée d’air et de lumière. Les ouvrières y accédaient par l’escalier menant à la magnanerie alors que le directeur disposait d’un accès direct à partir de son logement. Le galetas de la Fabrique Basse abritait un dortoir. Un portillon à sellette sur le mur mitoyen entre deux chambres servait vraisemblablement de judas à la surveillante.

### Dortoir
Les ouvrières étaient logées sur place dans un bâtiment destiné à cet effet fermant la cour entre la Fabrique Basse et le réfectoire. Ce dortoir de 38 lits en pisé menaçait ruine et a dû être démoli.